# Fabien Cibray

a Compétitions nationales et continentales officielles uniquement.

Dernière mise à jour le 23 mai 2022.
Fabien Cibray, né le 15 octobre 1985 à Auch (Gers), est un joueur puis entraîneur français de rugby à XV, évoluant au poste de demi de mêlée.

## Carrière

### Jeunesse et formation
Fabien Cibray naît le 15 octobre 1985 à Auch, dans le Gers et grandit à Saint-Michel, commune du canton de Mirande, fief de la famille Cibray. Son père Jacques a évolué à l'US Mirande, et son grand-père maternel a été président de l'Olympique miélanais. À partir de l'âge de 4 ans, il a commencé son initiation à l'école de rugby de Mirande, où il a passé trois saisons. Ensuite, il a joué une année en cadets au CA Lannemezan, avant de rejoindre Tarbes lors de la fusion entre le CA Lannemezan et le Stadoceste tarbais.
Fabien Cibray intègre le centre de formation de la Section paloise en juniors Crabos en 2002. En 2003, il est vice-champion de France Juniors Crabos avec les sectionnistes.
Cibray intègre les séléctions de jeunes du Comité du Béarn, aux côtés de Lionel Beauxis, Arnaud Epito, Grégory Puyo ou encore Sébastien Tillous-Borde (FC Oloron), au poste de demi de mêlée. Avec la sélection du Béarn, il remporte la Coupe Roger Taddéï. Retenu en équipe de France des moins de 18 ans, Cibray  est sélectionné aux côtés de Florian Cazalot, Arnaud Epito, Lionel Beauxis et Tillous-Borde. Cette génération paloise est alors particulièrement prometteuse , et Cibray, capitaine de l'équipe de France des moins de 19 ans, en est le leader charismatique.

### Carrière professionnelle
À partir de 2003, Fabien Cibray est promu en équipe première de la Section paloise, aux côtés de Lionel Beauxis. A cette période, le demi de mêlée titulaire de la Section est Philippe Carbonneau. La génération dorée de jeunes talents palois tels que Peyras, Thiery, Beauxis, Puyo semble promise à un bel avenir, avec la possibilité de se former aux côtés de joueurs confirmés comme Damien Traille ou Imanol Harinordoquy.
Beauxis et Cibray sont particulièrement couvés par l'état-major béarnais, considérés comme la charnière la plus prometteuse du reugby français selon la presse locale. Le club verrouille ses pépites à long terme au stade du Hameau. Cibray débute en équipe première en Top 16, puis Top 14.
Toutefois, le club béarnais entre dans une zone de turbulences à partir de 2004, en raison notamment d'une santé financière précaire. Les deux internationaux Harinordoquy et Traille quittent le club.
Au début de la saison 2005-2006, le recutement est limité, et les jeunes joueurs sont propulsés en équipe première. A l'issue de la saison, le club est relégué en Pro D2,.
Beauxis rejoint le Stade français, alors que Cibray prend la direction du Biarritz olympique, champion d'Europe 2006, après une saison 2006-2007 de Pro D2 frustrante pour les sectionnistes. Cibray remplace ainsi Tillous-Borde dans l'effectif biarrot.
En manque de temps de jeu à Biarritz, Fabien Cibray rejoint le RC Toulon en 2009, à l'âge de 24 ans. Il dispute une finale de championnat de France avec Toulon en 2012.
En juin 2011, il participe à la tournée des Barbarians français en Argentine pour jouer deux matchs contre les Pumas. Les Baa-Baas s'inclinent 23 à 19  à Buenos Aires puis l'emportent 18 à 21 à Resistencia.
Barré par la concurrence de Sébastien Tillous-Borde, Cibray quitte le RC Toulon en 2012, pour signer au Lyon OU, en même temps d'un autre ancien sectionniste, Julien Dumora.

### Carrière d'entraîneur
En mars 2021, Mauricio Reggiardo arrive au club et prend les prérogatives de manager. Fabien Cibray devient alors entraîneur des trois-quarts et de l'attaque. A l'issue de la saison 2021-2022, il s'engage à Oyonnax rugby.

## Bilan en tant qu'entraîneur
| Saison      | Club           | Division | Poste                 | Classement                 | Coupe d'Europe | Challenge européen |
| ----------- | -------------- | -------- | --------------------- | -------------------------- | -------------- | ------------------ |
| 2018 - 2019 | Provence Rugby | Pro D2   | Arrières              | 10e                        | -              | -                  |
| 2019 - 2020 | Provence Rugby | Pro D2   | Manager               | 12e (arrêt du championnat) | -              | -                  |
| 2020 - 2021 | Provence Rugby | Pro D2   | Manager puis arrières | 13e                        | -              | -                  |
| 2021 - 2022 | Provence Rugby | Pro D2   | Arrières              | 7e                         | -              | -                  |

## Statistiques en équipe nationale
- International -21 ans :
  - Participation au championnat du monde 2004 en Écosse[réf. nécessaire]
  - Participation au championnat du monde 2005 en Argentine (capitaine, 3 sélections, 1 essai)[réf. nécessaire]
  - Participation au championnat du monde 2006 en France, jusqu'à sa blessure (fracture de la malléole) (capitaine, 1 sélection), champion du monde 2006[24].
- International -19 ans : 
  - Finaliste du championnat du monde 2004 en Afrique du Sud (5 sélections, 1 essai)[réf. nécessaire]
  - Participation au championnat du monde 2003 en France (2 sélections).[réf. nécessaire]

## Palmarès

### En club
- RC Toulon
  - Finaliste du Challenge européen en 2012
  - Finaliste du Championnat de France en 2012

- US Oyonnax
  - Vainqueur du Championnat de France de 2e division en 2017

### Distinctions personnelles
- Nuit du rugby 2023 : meilleur staff d'entraîneur de Pro D2 (avec Joe El Abd, Alex Codling et Vincent Debaty) pour la saison 2022-2023